# تلال ألبان
تلال ألبان (بالإيطالية: Colli Albani) هي بقايا كلدر لمجمع بركاني هادئ في إيطاليا، تقع على بعد 20 كـم (12 ميل) جنوب شرق روما وحوالي 24 كـم (15 ميل) شمال أنزيو.
تعتبر قمة مونتي كافو، التي ترتفع إلى 950 مترًا (3120 قدمًا)، قمة بارزة في وسط الكالديرا، على الرغم من أن أعلى نقطة هي ماسكيو ديلي فايتي الواقعة على بعد حوالي 2 كم (1.2 ميل) شرق كافو وهي أطول بـ 6 أمتار (20 قدمًا). توجد كالديرات على طول حافة تلال ألبان فرعية تضم بحيرتي ألبانو ونيمي. تتكون التلال في المقام الأول من مادة بيبيرينو (اللازورد الأبيض)، وهي مجموعة متنوعة من مادة الطفة المفيدة للبناء وتدعم التربة الغنية بالمعادن المفيدة لمزارع العنب القريبة.